# Илија Синдик
Илија Синдик (Тиват, 11. јул 1888 — Београд 5. јануар 1958) био је српски историчар и географ, дописни члан САН од 1950. године.

## Биографија
Гимназију је завршио у Котору. Од 1908. студирао је на Бечком универзитету, где је 1912. докторирао. Готово три деценије провео је као средњошколски професор, најпре у Задру, затим Дубровнику, Београду и Кикинди.
После Другог светског рата радио је у Државном архиву у Београду, а затим био научни сарадник, а од 1954. до 1958. управник Историјског института САН у Београду. Истовремено је од школске године 1950/51. хонорарно предавао архивистику и историјиску географију на Филозофском факултету у Београду. Био је главни уредник Историјског часописа.
Запажени су му радови методско-програмског карактера из историјске географије, картографије и архивистике.
Умро је у Београду 5. јануара 1958. и сахрањен у Тивту. Његов син је био познати историчар Душан Синдик.

## Одабрана дела
- Синдик, Илија (1923). „О насељима и миграцијама у Дубровнику и околини”. Гласник Географског друштва. 9: 37—56.
- Синдик, Илија (1926). Дубровник и околина. Београд: Српска краљевска академија.
- Синдик, Илија (1927). „Корнелијева карта Боке которске (прилог историјској картографији Балканског полуострва)”. Гласник Географског друштва. 13: 86—93.
- Синдик, Илија (1930). „Физиогеографски елементи на старим картама југословенских земаља”. Гласник Географског друштва. 16: 122—139.
- Sindik, Ilija (1931). „Dubrovačka republika na kartama XVII vijeka”. Zbornik iz dubrovačke prošlosti: Milanu Rešetaru o 70-oj godišnjici života prijatelji i učenici. Dubrovnik: Jadran. стр. 281—289.
- Синдик, Илија (1932). „Задатак и значај историске картографије”. Гласник Географског  друштва. 18: 36—45.
- Синдик, Илија (1949). „Архивска грађа у Боки которској”. Историски часопис. 1 (1948): 367—375.
- Синдик, Илија (1950). Комунално уређење Котора од друге половине XII до почетка XV столећа. Београд: Научна књига.
- Синдик, Илија (1951). „О задацима историске географије”. Историски часопис. 2 (1949-1950): 175—182.
- Ивановић, Радомир; Синдик, Илија (1951). „Историско-географски значај Дечанске хрисовуље из 1330 год.”. Историски часопис. 2 (1949-1950): 183—189.
- Синдик, Илија (1951). „Архивска грађа у црногорском Приморју”. Историски часопис. 2 (1949-1950): 323—327.
- Синдик, Илија (1951). „Душаново законодавство у Паштровићима и Грбљу”. Зборник у част шесте стогодишњице Законика Цара Душана. Београд: Српска академија наука. стр. 119—182.
- Sindik, Ilija (1953). „Verige, tesnac u Boki kotorskoj”. Zgodovinski časopis. 6—7 (1952-1953): 515—522.
- Синдик, Илија (1955). „Прилози топономастици Боке которске”. Историски часопис. 5 (1954-1955): 111—116.
- Синдик, Илија (1957). „Однос града Будве према владарима из династије Немањића”. Историски часопис. 7: 23—36.
- Божић, Иван; Павићевић, Бранко; Синдик, Илија (1959). Паштровске исправе XVI-XVIII вијека. Цетиње: Државни архив.